# Satu Nou, Brașov
Satu Nou,  (mai demult Nou; germană Neudorf; maghiară Barcaújfalu) este un sat în comuna Hălchiu din județul Brașov, Transilvania, România. Face parte din Țara Bârsei.

## Istoric
Între Satul Nou și Crizbav, la izvorul unui pârâu, poate fi observată chiar și astăzi vatra satului Komlos, distrus complet de armata cetății Brașovului în 1561, pentru că locuitorii lui s-au dedat la tâlhării și au prădat pe negustorii cetății. Cetatea a luat în stăpânire pământul, iar pe supraviețuitori i-a obligat să se mute în Satul Nou.

## Demografie
În 1910 avea 1.064 locuitori, iar în 1956 - 1.108.

## Turism
În Satu Nou se află o frumoasă biserică din lemn tencuit, datată 1688. Tradiția spune că aceasta ar fi fost cumpărată din comuna Rășinari, județul Sibiu, și montată aici în secolul XIX. Biserica nu a suferit modificări structurale, păstrându-și deci forma inițială.

## Galerie imagini

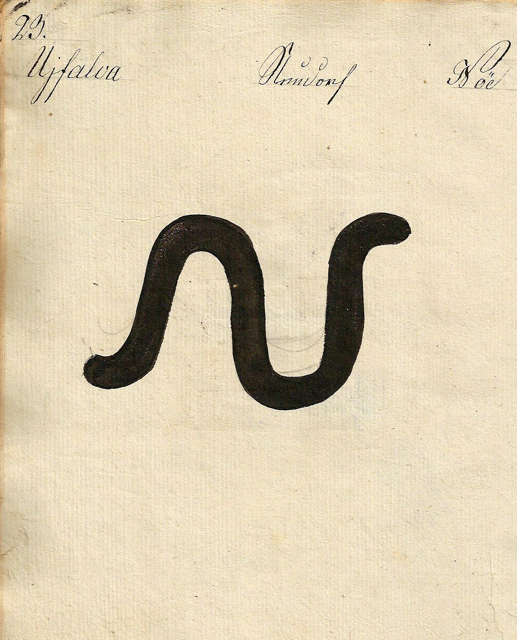
1826 - Danga pentru vitele din Satu Nou
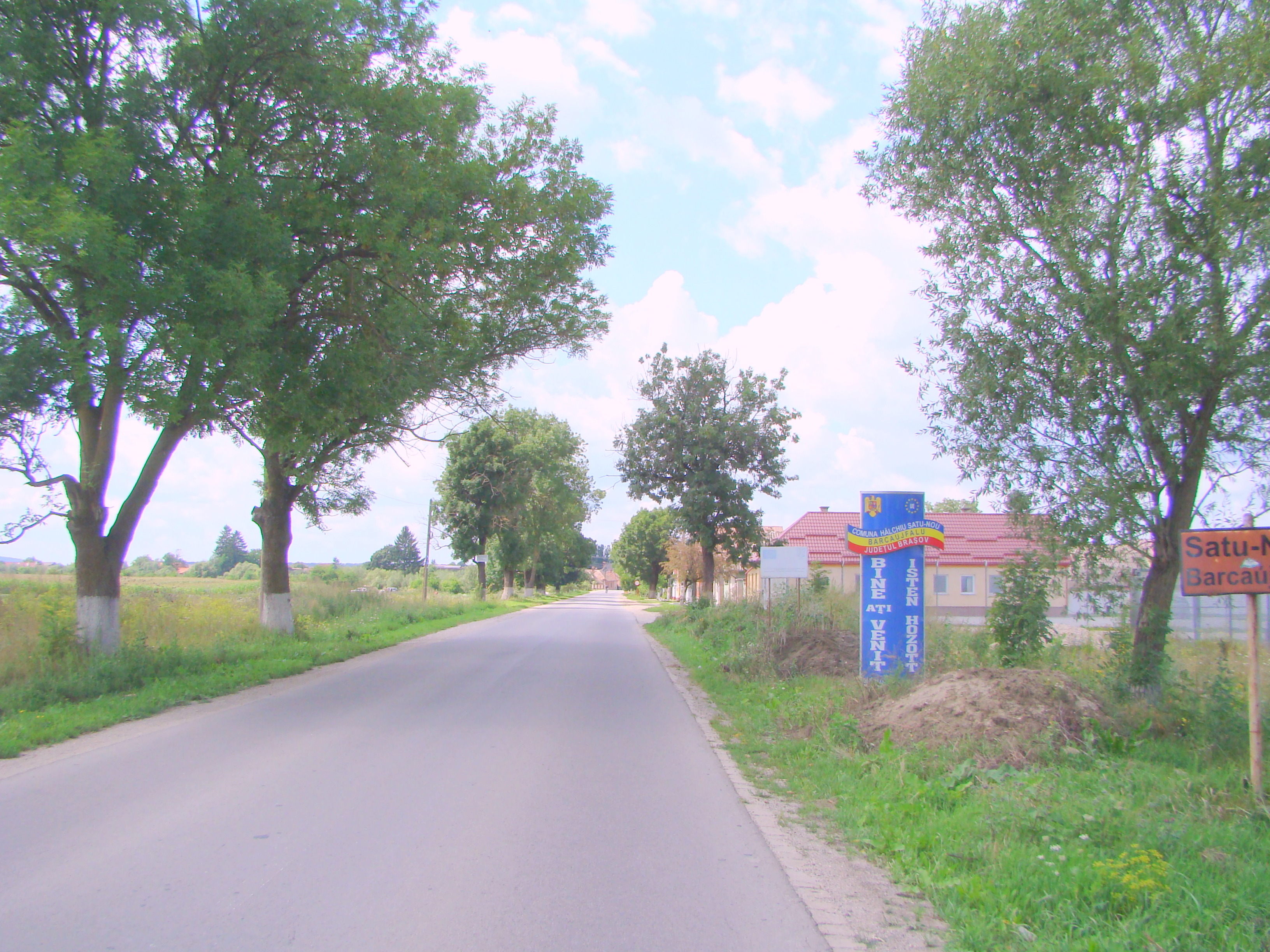
Intrarea în localitate
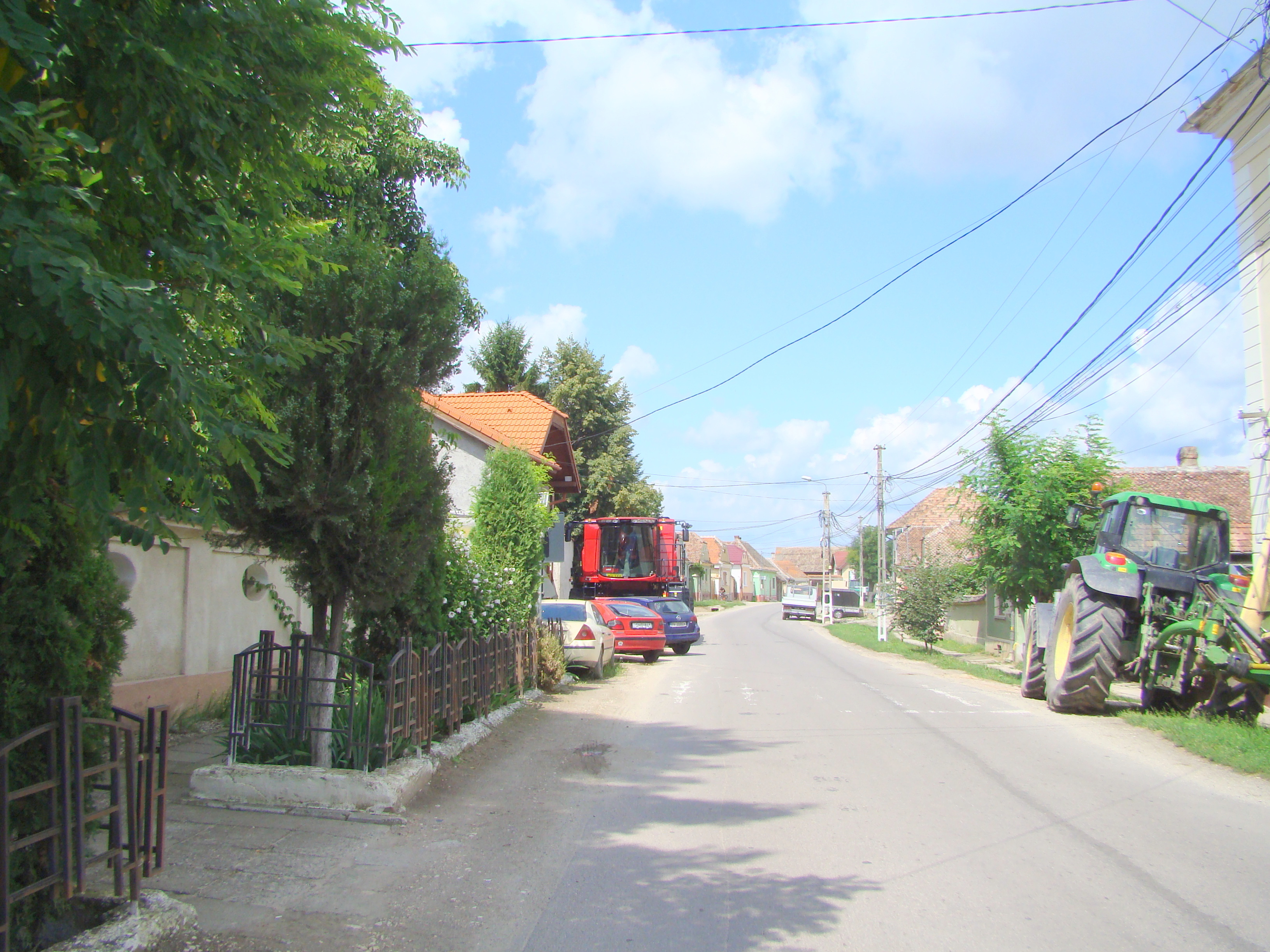
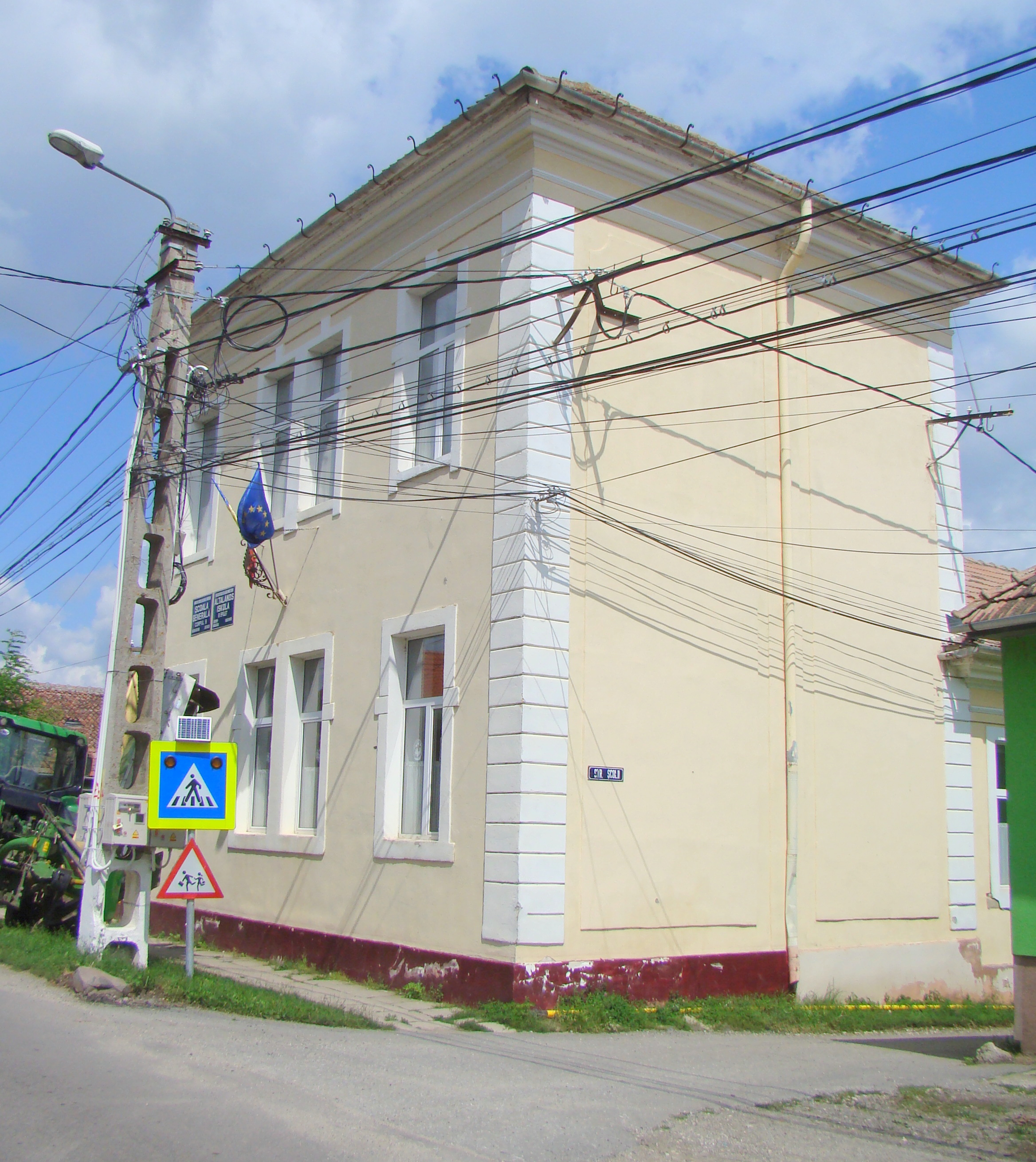
Școala
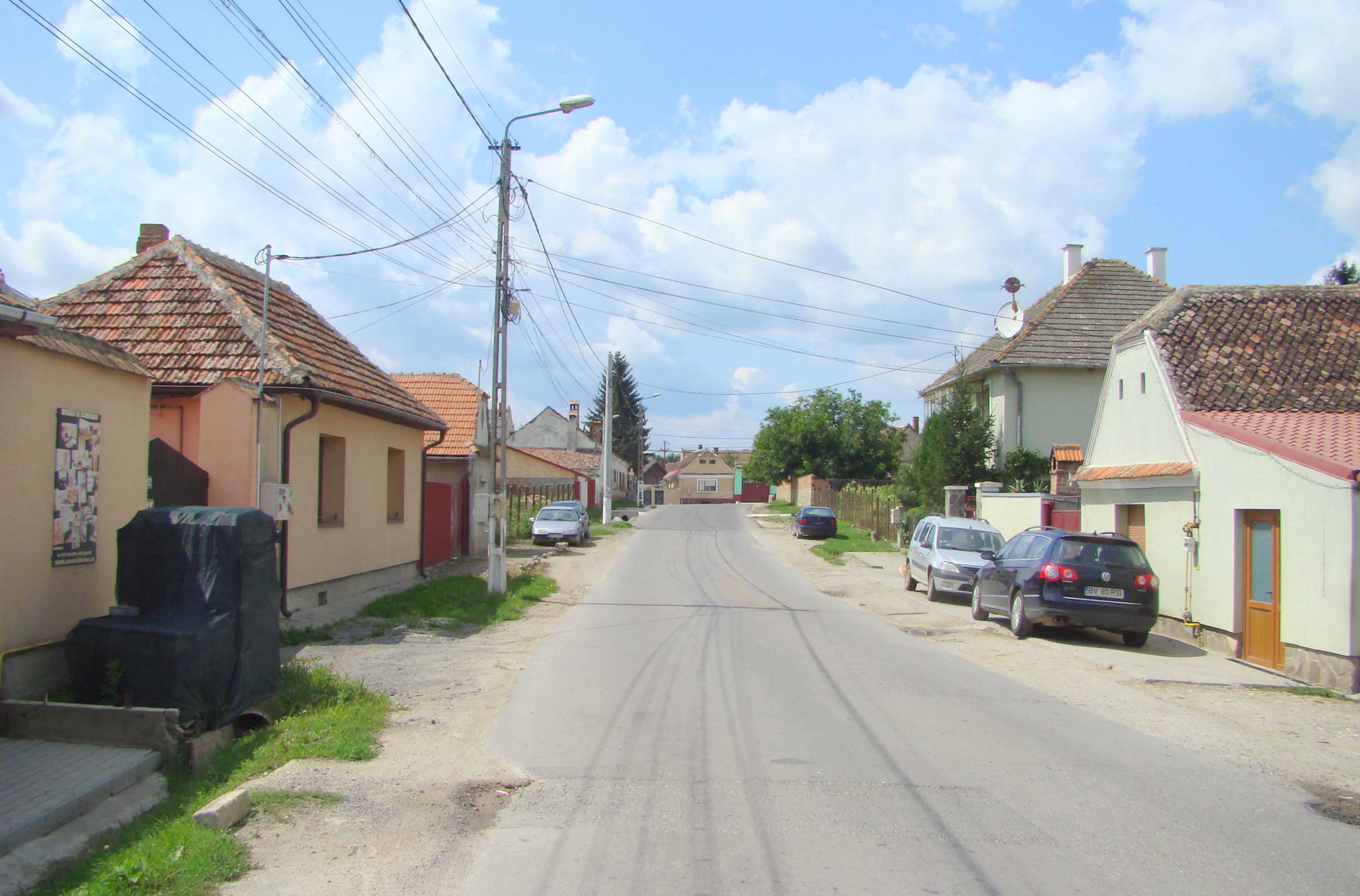
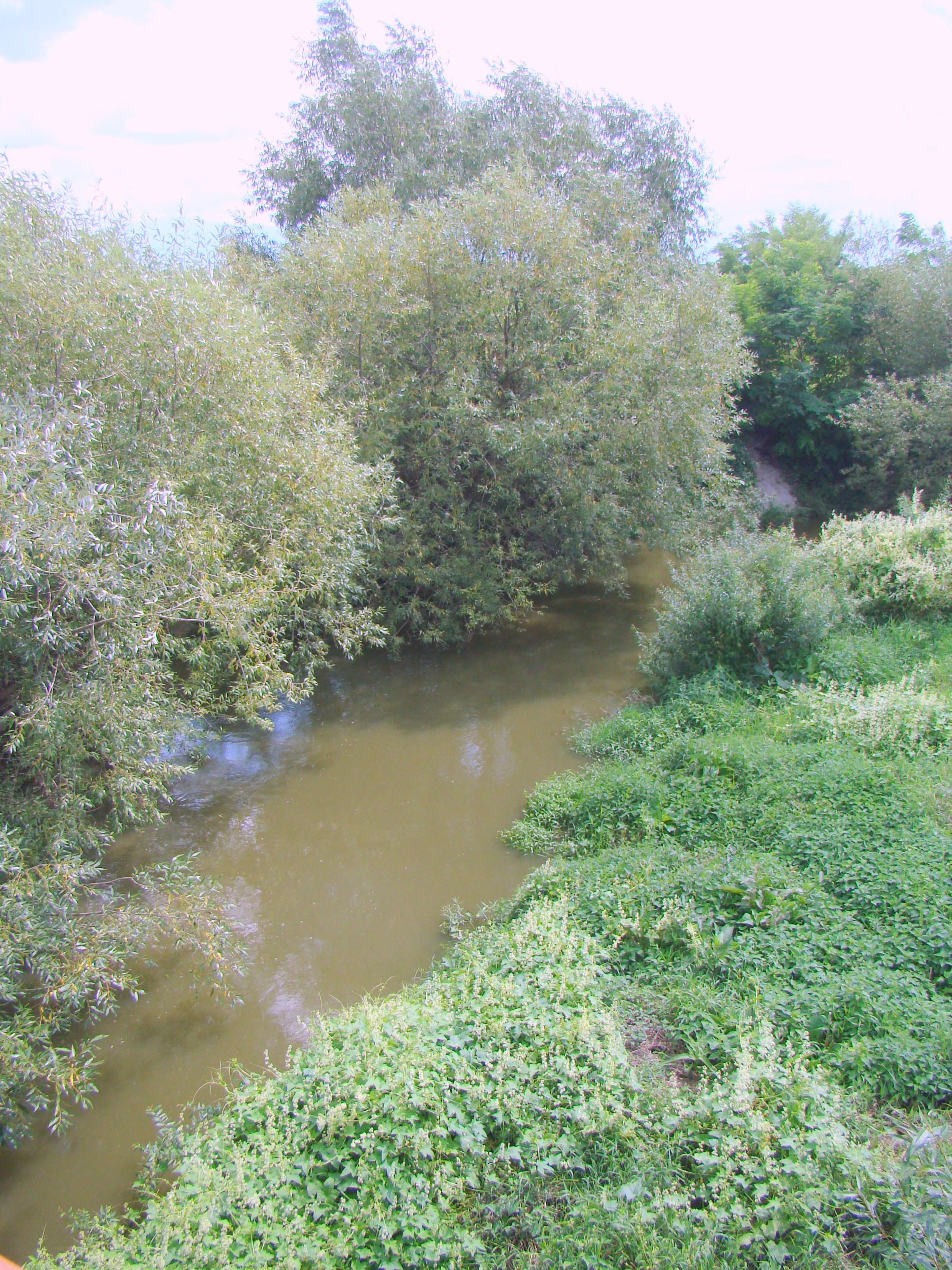
Râul Hamaradia
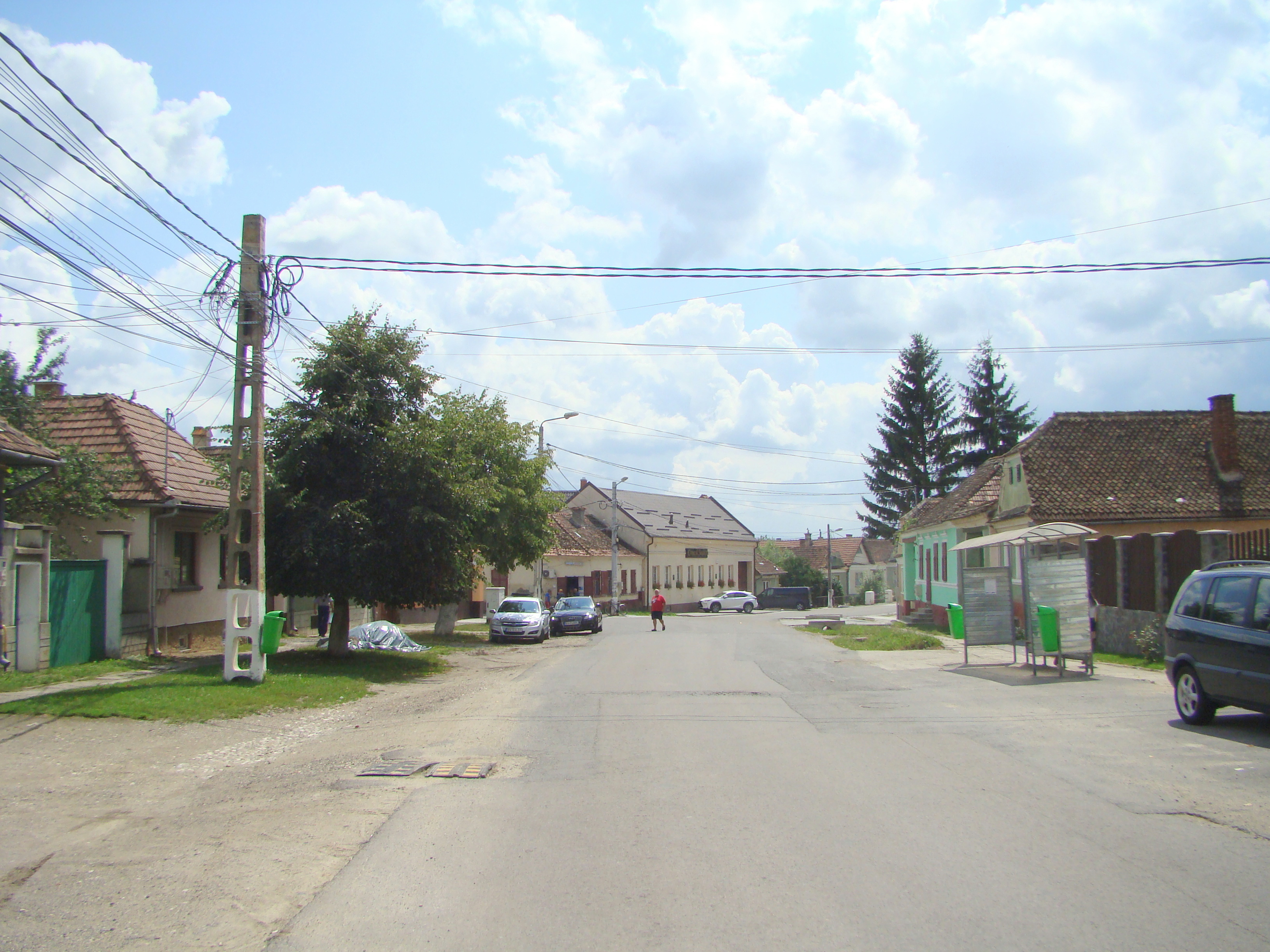
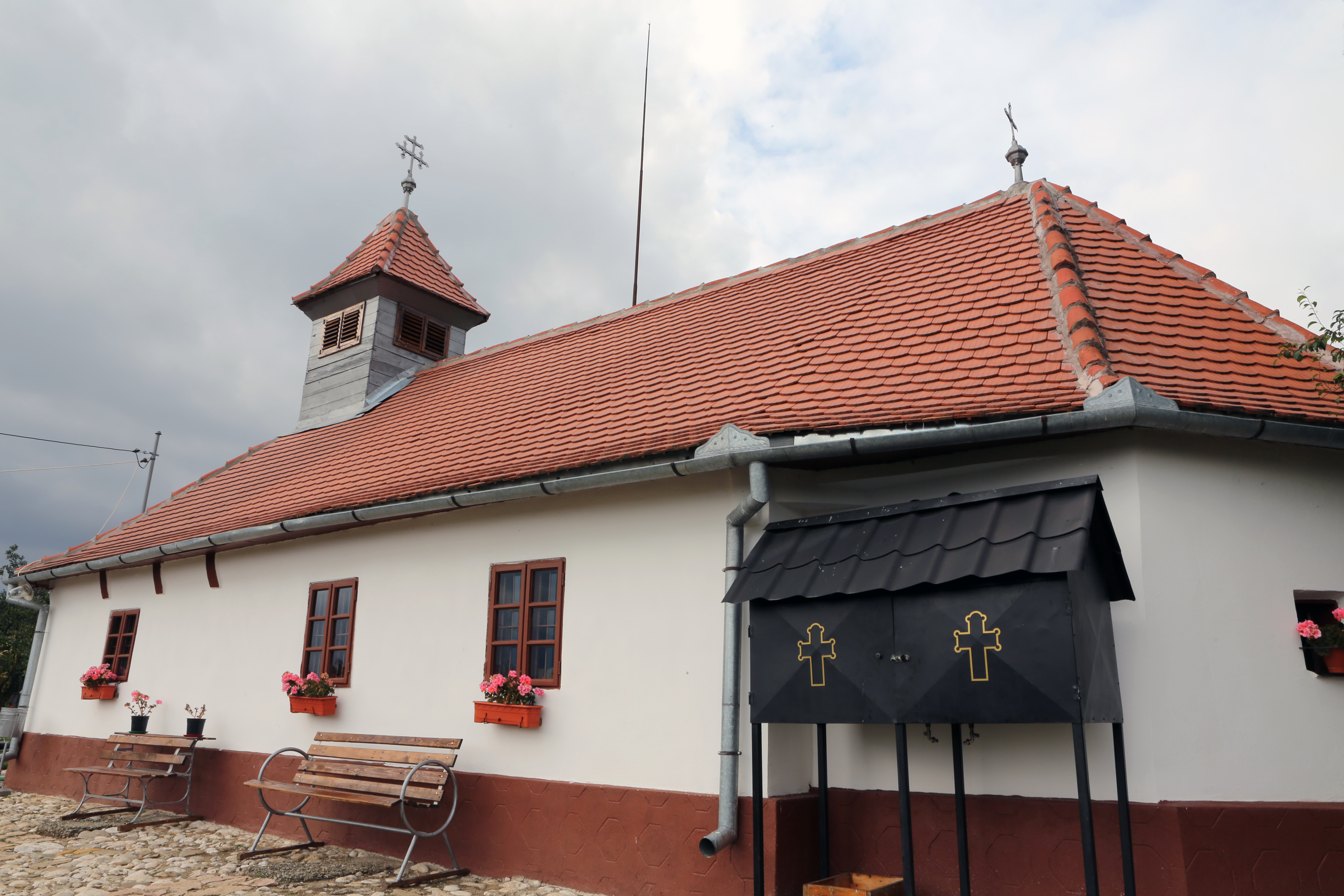
Biserica de lemn